# Messingwerk Niederauerbach
Das Messingwerk Niederauerbach, 1919–1926 Werk der Vogtländische Metallwerke AG in Rodewisch, war ein Messingwerk im Rodewischer Ortsteil Niederauerbach, das aus einem 1593 gegründeten Eisenhammer hervorging und 1924 oder 1925 stillgelegt und 1926 liquidiert wurde. 1603 und 1622 erhielten die Besitzer die Privilegien zum alleinigen Messingbrennen, Rohrschmieden und Stahlfertigen im Kurfürstentum Sachsen. Fortan entwickelte sich das Werk zu einem wichtigen Wirtschaftsfaktor. In Folge der Hyperinflation war ein Weiterbetrieb der Anlagen nicht mehr möglich. Heute erinnern zwei Tafeln an die lange Industriegeschichte in Niederauerbach.
1839 war der Betrieb mindestens in Norddeutschland das größte Messingwerk.

## Geschichte

### Vom Eisenhammer zum Messingwerk
Im Erzgebirge und Vogtland gab es u. a. Bergbau auf Eisen- und Zinnerze. Um die abgebauten Erze verarbeiten zu können, wurden Eisenhämmer angelegt. In Niederauerbach wurde 1473 erstmals ein damals bereits bestehender Hammer in einer Lehnsurkunde der Burggrafen von Dohna für Nicolaus Züßler und dessen beide Söhne Wenzel und Andreas Züßler, die auf dem Hammer bereits längere Zeit sesshaft waren, genannt. Es wird vermutet, dass die ursprüngliche Gründung mit dem Entstehen der Ortschaft Niederauerbach um 1450 zusammenfiel. In der Lehnsurkunde wurden den Züßlers und deren „rechten Erben, Erbnehmern unndt Nachkommen“ besondere Freiheiten verliehen. Im 16. Jahrhundert wechselte das Werk häufig den Besitzer. 1593 war der damalige Eigentümer Caspar Herrmann nicht mehr in der Lage, seine Zahlungsverpflichtungen zu erfüllen, wodurch es am 28. August 1593 zum Verkauf des im Verfall befindlichen Werks nebst Hammergut für 730 Gulden an Peter Ficker kam, den kursächsischen Floßmeister der Elbe- und Saale-Flößerei aus Zwickau. Dieser übernahm den Hammer in desolatem Zustand. Im Kaufbrief heißt es wörtlich

### Aufstieg des Hüttenwerks
Ficker war im Gegensatz zu seinen Vorgängern vermögend und geschäftstüchtig, sodass der Hammer bereits 1598 abbezahlt war. 1599 kaufte er auch das Vorwerk Niederauerbach von Sebastian Metzsch zum Preis von 5000 Gulden. Unter Ficker wurde die Lehnsabhängigkeit Niederauerbachs von den Herren von der Planitz beendet, und Niederauerbach wurde eigener Gerichtsbezirk, Ficker damit Lehnsherr. Dieser Zustand wurde bis Mitte des 19. Jahrhunderts aufrechterhalten. Bereits 1603 beantragte Peter Ficker eine staatliche Begünstigung für sein neu gegründetes und noch im Aufbau befindliches Werk, das neben der Messingherstellung weiterhin die Eisenverarbeitung betrieb. Am 27. Mai 1603 wurde ein auf 15 Jahre befristetes Privileg durch Kurfürst Christian ausgestellt, das es dem Begünstigten ermöglichte, Messingbrennen, Rohrschmieden und Stahlfertigen 15 Jahre lang allein in Kursachsen ohne gleichartige Konkurrenzunternehmen auf seinem Hammerwerk Niederauerbach ausüben zu dürfen.
Bis 1610 baute er das Messingwerk auf, nachdem der Ausbau des Hammers nicht möglich war. Zwischen 1611 und 1618 wurden insgesamt 1089 Zentner Messing gefertigt. Aufgrund des Kupfermangels, der die Messingproduktion erschwerte und der großen Investitionen entschied sich Peter Ficker 1610 mit drei Konsorten zusammenzuarbeiten. Dabei handelte es sich um den kaiserlichen Rat und Reichspfennigmeister Joachim von Loß auf Pillnitz, Kraupa und Schönfeld, den kursächsischen Oberkämmerer Rudolf Vitzthum von Apolda, der ein enger Freund der späteren Kurfürsten Christian II. und Johann Georg I. war, und um den Geheimen Kommerzienrat Christoph Felgenhauer aus Riesa. In dieser Zeit wurde Mathias Gnaspe als Produktionsleiter vor Ort eingestellt.
Die Geschäftslage war 1614 nicht gut. Von 65 produzierten Zentnern Messing wurden nur 38 verkauft; damit das Werk aber rentabel wird, wären etwa 500 Zentner nötig gewesen. Mit dem Beginn des Dreißigjährigen Kriegs 1618 wurden die ohnehin vorhandenen Probleme bei der Kupferbeschaffung allerdings noch größer. In dieser Zeit wurden viele Facharbeiter aus den Nachbarländern angeworben. Drahtzieher, Kesselschlager, Messingbrenner, Drahtschneider und Schaber wurden insbesondere aus Ilsenburg (Grafschaft Wernigerode, nachweislich 15 Personen), Neubrunn (Herzogtum Coburg, nachweislich 4 Personen), Bündheim (Herzogtum Braunschweig), Lübeck und Hamburg (je 1 Person) rekrutiert. Erster namentlich bekannter Arbeiter war der Ilsenburger Drahtzieher Kilian Koch, der mindestens von 1599 bis 1613 in Niederauerbach arbeitete. Während der privilegienfreien Zeit von 1618 bis 1622 verlegte Gnaspe einen Teil der Produktion in sein eigenes Werk in Ellefeld.
Am 18. März 1622 gewährte Kurfürst Johann Georg I. das zweite Privileg. Durch den Einfluss der neben Peter Ficker nun mit drei Viertel am Werk beteiligten Vertrauten des Kurfürsten fielen die Begünstigungen noch stärker aus als 1603. Es musste sogar ein 215 Jahre eher gegründetes Freiberger Unternehmen aufgeben. Das neue Privileg umfasste:
- das Recht „auf ewige Zeit in ganz Sachsen die alleinige Messingherstellung durchführen“ zu können,
- das freie Backen, Brauen, Schenken und Schlachten in Niederauerbach, um die Werksarbeiter ernähren zu können,
- die Möglichkeit das Werk an einen anderen Ort zu verlegen, ohne dass das Privileg erlischt,
- die Zusicherung, dass das Privileg ohne zeitliche Begrenzung auch für die Erben und Erbnehmer des Kurfürsten seine Gültigkeit behält.[7]

Nach diesem Privileg musste auch Gnaspe in Ellefeld nach Gerichtsverhandlungen wieder aufgeben. Die allgemeinen Verschlechterungen in Folge des Dreißigjährigen Kriegs waren auch in Rodewisch spürbar. 1632/1633 und 1640 herrschten jeweils schreckliche Zustände im Göltzschtal, sodass die Einheimischen im Wald hausten, um der Drangsalierung zu entgehen. Auch das Messingwerk litt, und zwei der vier Teilhaber schieden aus der Gesellschaft aus. 1641 gaben die Erben Felgenhauers ihr Erbe an den Sohn Peter Fickers, Georg Abel Ficker, ab; 1642 zogen die Erben des Joachim von Loß zu Pillnitz nach. Erst 1662 folgten die Nachfolger Vizthums von Apolda. Ab diesem Jahr lagen alle Anteile wieder bei der Familie Ficker, die nunmehr durch Georg Abel Fickers Witwe Magdalena Ficker vertreten war. Nachfolgend wurde eine Zersplitterung der Anteile verhindert. Ab 1640 wurde das Werk an frühkapitalistische Unternehmer verpachtet. Die Hauptbeteiligten waren ab 1641 nach einem Vertrag vom 12. Oktober 1640 Melchior Haugk und Jacob Körber, die zuvor Schreiber im Werk waren und mit den Fickers verschwägert gewesen sein sollen, sowie Nicolaus Pezold, über den nichts bekannt ist außer seinem Namen. Bis 1644 wurden von jedem Gesellschafter 3000 Taler eingezahlt. Weitere 3.500 Taler wurden durch Nicolaus Pezold und Egidius Böhme aus Dresden beigesteuert. Die Pacht betrug 500 Gulden (300 für das Messingwerk und 200 für das Hammerwerk). In der zweiten Hälfte des 17. Jahrhunderts verlief die Entwicklung des Werks anders als zuvor. Mit dem allgemeinen Wirtschaftsaufschwung kam auch das Messingwerk zu größeren Produktionsmengen (bis zu 800 Zentner pro Jahr), die es ermöglichten, etwa 20 Personen kontinuierlich zu beschäftigen. Die Pachtverträge wurden bis 1677 mehrmals verlängert, zuletzt mit einer Laufzeit von 15 Jahren. 1660 war das Gesellschaftskapital auf 48.000 Taler erhöht worden. Erst ab diesem Zeitpunkt erfolgten jährliche Ausschüttungen an die Gesellschafter. 1675/1676 wurde das Privileg auf Betreiben von Gnaspes Schwiegersohn Hermann Hütten angefochten und aufgeweicht. Das Ius prohibendi wurde gelockert und es konnte ein zweites Werk im benachbarten Ellefeld entstehen, das zwar nie zur Blüte kam, das Niederauerbacher Werk allerdings behinderte.
In der gleichen Zeit entstand auch ein neues Werk in Graslitz, mit dem zwar die Vereinbarung getroffen wurde, dass es sich nicht auf dem sächsischen Markt betätigen werde, trotzdem jedoch zum Konkurrenten wurde, da es sich nicht an die Abmachungen hielt. Körber und Haugk hatten ungeschickt agiert, was zur Trennung der Geschäftspartner 1679 führte. Haugk, der Körber seine Anteile auszahlen musste und zudem die Pacht nicht gezahlt hatte, geriet in finanzielle Schwierigkeiten und wurde durch die Fickers aus dem Betrieb getrieben. Zwar erstritt er vor Gericht, weiterwirtschaften zu dürfen und erhielt das Werk 1690 wieder, konnte wegen des schon zwei Jahre später endenden Vertrags aber nicht wieder arbeiten. Viele Arbeiter verarmten in dieser Zeit und wanderten nach Graslitz oder zusammen mit Körber nach Leutenberg ab, der dort ein neues Werk aufbaute. Am 16. Dezember 1695 ging das Werk an Marie Sophie Horn geb. Ficker über, die es am gleichen Tag an den Freiberger Bürgermeister Martin Albert verkaufte.

### Die Messinghandels-Sozietät
Im 18. Jahrhundert war das Werk zunächst im Besitz der Ehefrau von Georg Andreas Conradi (1698 bis 1721) aus Dresden. Am 14. Oktober 1721 ging es an Johann Christoph Zeumer über, dessen Sohn Johann Friedrich es bis 1774 weiterbetrieb. Danach hielten „Frau Kanzleidirektor Schmidt, Frau Dr. Müller und Frau Amtsverwalter Kuhn“ Beteiligungen. Die Zersplitterungen trugen weder zum Interesse am Werk noch zu großer Fachkenntnis der Eigner bei, die sich hauptsächlich als Nutznießer am Erlös sahen. Das zeigt sich an den Wohnorten der Beteiligten, die von Zeitz bis Freiberg reichten, und somit einen engen Bezug zum Werk kaum möglich machten.
Am 10. November 1696 wurde eine Sozietätsvereinbarung getroffen, an der Eigner Martin Albert mit seinem Stiefschwiegersohn Conradi und Johann Schwabe aus Leipzig beteiligt waren. Mit den Verträgen von 1700 kannten sich spätere Sozien kaum aus; eine Anpassung an aktuelle Gegebenheiten wurde erst 1825 durchgeführt. Diese mitunter schwerfällige Art zu wirtschaften machte ein rentables Geschäft im 18. Jahrhundert noch möglich, erschwerte aber die Entwicklung im 19. Jahrhundert beträchtlich. Um den Betrieb weiter zu ermöglichen, wurden im Stile merkantilistischer Wirtschaftspolitik auf ausländische Waren Schutzzölle erhoben, die die Konkurrenz aus Graslitz und Leutenberg ausschaltete. Die Aufrechterhaltung des Privilegs war für die Eigner allerdings ein immerwährender Kampf, der insbesondere vor den kurfürstlichen Reskripten von 1700/1701 und deren Erneuerung 1714 und 1745 geführt wurde. Die Niederauerbacher Sozietät konnte sich ab den 1720er Jahren somit endgültig durchsetzen. In der ersten Hälfte des 18. Jahrhunderts kam es zu einer beträchtlichen Produktionssteigerung. Lag die Messingerzeugung 1696 beispielsweise noch bei 144,5 Zentnern, so erreichte sie 1704 bereits rund 752 Zentner. Der Warenabsatz an Stückmessing, Tafel- und Rollmessing, grobem Schwarzdraht und geschabtem Nadeldraht stieg von 800 Stk. (1704) auf 1888 Stk. (1754). Aufgrund des guten Absatzes wurde die Gesellschaft bis 1756 erheblich ausgeweitet. Der schon im Besitz Peter Fickers befindliche Muldenhammer bei Jägersgrün wurde umgestaltet, die neue Messingbrennhütte wurde 1708/1709 errichtet, 1724 folgte die Elisabethhütte, später die Obere Messinghütte und die alte, untere sowie die neue Drahthütte. Auch in Ellefeld wurde erweitert, dort wurden die Alte Messingschlaghütte und die Vordere Drahthütte errichtet. Letztere wurde nach einem Brand 1785 sofort wiederaufgebaut.
| Gruppe    | 1699 | 1705 | 1730 | 1755  |
| --------- | ---- | ---- | ---- | ----- |
| Meister   | ?    | 15   | 11   | 13    |
| Gesellen  | ?    | 19   | 22   | 38    |
| Lehrlinge | ?    | 1    | -    | 5     |
| Gesamt    | 48   | 70   | > 66 | > 112 |

Kupferbeschaffung, Holz- und Holzkohleversorgung waren immer wieder Probleme. Galmei wurde insbesondere aus Oberschlesien geliefert. Die Produktivität zeigt sich an den an die Sozietät ausgezahlten Erlösen:
| 1730                       | 1736  | 1738  | 1740  | 1742  | 1744  | 1746  | 1747   | 1748   | 1750  | 1752  | 1754  |
| 6.400 Taler (auch folgend) | 6.600 | 6.900 | 1.950 | 8.600 | 9.000 | 5.100 | 15.900 | 10.800 | 9.000 | 6.300 | 7.800 |

#### Kartoffelanbau und Werksschule
Im Vogtland war der Kartoffelanbau schon vor seiner deutschlandweiten Etablierung so stark vertreten, dass die Kartoffel als Volksnahrungsmittel bereits im ausgehenden 17. Jahrhundert eine größere Rolle spielte. Der früheste urkundliche Nachweis über Kartoffelanbau in Niederauerbach findet sich 1707. Im neuen Pachtvertrag von 1719 findet sich folgender Passus, der im vorangegangenen von 1697 noch nicht enthalten war:

„Von denen Hüttenleuten und Häußlern will der Pachter die Dünger zu rechter Zeit ab und auf die Kartoffelfelder führen, den Acker zurichten, und denenselben einen Nutzen an Erdäpfeln, Kraut oder Flachs nehmen zu lassen, und so dann vor sich gebrauchen.“

Ebenfalls im ausgehenden 17. Jahrhundert, vermutlich erst in dessen letzter Dekade, finden sich Hinweise auf die Einrichtung einer Schule in Rodewisch. Für 1733 ist eine „Hammerschule“ belegt, in der die Kinder der Messingarbeiter lernen konnten und, unter Einhaltung kursächsischer Schulgesetze, insbesondere mit der Religion vertraut gemacht werden sollten. Belegt ist, dass die Hammerschule anspruchsvoller war als übliche Landschulen, was den Ansprüchen der Sozietät hinsichtlich Rechnungslegung etc. geschuldet war. Im Gegensatz zur heutigen Schulpflicht, gab es damals keine Verpflichtungen, was dazu führte, dass insbesondere während der Erntezeit viele Schüler fehlten.
| Datum      | Jungen | Mädchen | insg. anwesende Schüler |
| ---------- | ------ | ------- | ----------------------- |
| 26.11.1789 | 30     | 20      | 50                      |
| 20.01.1790 | 36     | 28      | 64                      |
| 18.02.1790 | 31     | 18      | 49                      |
| 08.03.1790 | 36     | 28      | 54                      |
| 31.05.1790 | 24     | 24      | 48                      |
| 09.07.1790 | 12     | 6       | 18                      |

#### Veränderungen ab dem Siebenjährigen Krieg

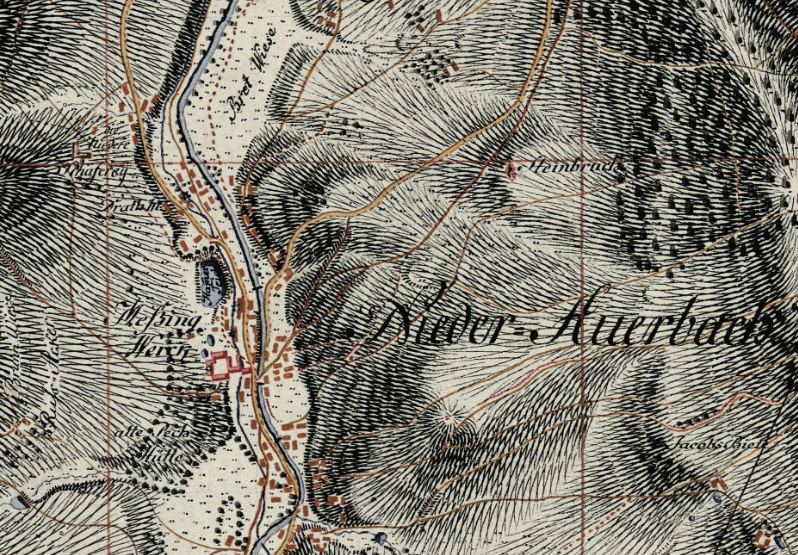
Das „Meßingwerk“ in Niederauerbach

Während des Siebenjährigen Kriegs litt die Produktion durch den Einmarsch der Preußen in Sachsen. Mehrfach wechselte das Vogtland den Besitzer. Es ist unbekannt, ob gestörte Rohstofflieferung oder eingebrochener Absatzmarkt ursächlich für den Produktionseinbruch waren. Auch die Veränderungen in der Sozietät waren der Entwicklung nicht förderlich. Durch Erbfolge splitterten sich die Anteile auf viele z. T. Kleinbesitzer auf, was die Entscheidungsfindung schwierig machte. In der zweiten Hälfte des 18. Jahrhunderts wurde die Kupferversorgung aus der Mansfelder Region wieder problematisch. Über ein Vierteljahr mussten die Brennhütten stillgelegt werden. Teils ohne schriftliche Abmachungen wurden schließlich doch 1.000 Zentner Kupfer geliefert. Das reichte allerdings noch nicht aus und deckte lediglich zwei Drittel des Bedarfs. Auf der Leipziger Michaelis-Messe 1781 berieten die Sozien über die restliche Kupferversorgung. Mit staatlicher Unterstützung konnte von 1776 bis 1782 eine Einigung mit Mansfelder Lieferanten erzielt werden.
Seine Blütezeit erlebte das Messingwerk um 1800, als der größte Absatz erwirtschaftet wurde. Im Vergleich zur vorherigen Jahrhundertwende (Tabelle oben) arbeiteten damals auch mehr Arbeiter im Werk (Tabelle unten).
| Gruppe                    | 1790/91 | 1802 | 1808 | 1813 |
| ------------------------- | ------- | ---- | ---- | ---- |
| Brenner                   | 6       | 8    | 7    | 6    |
| Tafelschneider            | 1       | .    | 1    | .    |
| Messingschlager           | 21      | 59   | 26   | 57   |
| Grobdrahtzieher           | 27      | ?    | 42   | ?    |
| Schaber                   | 7       | 3    | 6    | 2    |
| Drahtschneider            | 1       | 3    | 3    | 3    |
| Scheibendrahtzieher       | 29      | 29   | 43   | 34   |
| Zeugschmied               | 2       | 2    | 2    | 3    |
| Kohlenmesser              | 2       | ?    | ?    | ?    |
| Tagelöhner                | 2       | ?    | ?    | ?    |
| Gesamt (fest beschäftigt) | 97      | 105  | 128  | 105  |

Zu den besten Zeiten des Werks verdienten die Arbeiter bis über 120 Taler pro Jahr, allerdings abgestuft zwischen Meister und Gesellen und den verschiedenen Arbeitergruppen. So verdienten Messingbrenner 1790 128 Taler, während Zeugschmiede-Gesellen lediglich ein Auskommen von 52 Taler hatten; Tagelöhner sogar nur 45 Taler. Eigentlich ein gutes Brutto-Auskommen für die damalige Zeit – die Arbeiter mussten aber unabhängig davon, ob ihre Kinder die Schule besuchten, Schul- und Holzgeld zahlen und waren darüber hinaus auch dazu verpflichtet, für gepachtetes Ackerland, das ebenfalls der Sozietät unterlag, Pacht zu zahlen. Derartige Ausgaben wurden vom Werk selbst einbehalten, ohne dass die Arbeiter das Geld bekamen. Das Auskommen reichte eben aber nur dann, wenn es zu keinen Produktionsstopps kam. Mussten die Arbeiter „feiern“ (= vorübergehende Arbeitslosigkeit) reichte das Gehalt nicht, was zu Spannungen zwischen Arbeitgebern und Arbeitnehmern führte. Trotzdem wurde versucht, die Löhne an die aktuelle Preissituation anzupassen. Aufgrund dieser Situation schlachteten viele Familien selbst und bauten Gemüse bzw. Kartoffeln selbst an. Diese Arbeiterfamilien wurden als Häußler bezeichnet. Zum Familieneinkommen, das vormals nur von den Männern erwirtschaftet wurde, mussten später auch Frauen und Kinder beitragen. Als es um 1802 zu einer großen Teuerungswelle kam, nahm die Sozietät den Einkauf von Getreide selbst in die Hand.

### Industrielle Revolution und Niedergang des Messingwerkes

#### Die Blütezeit des Werkes

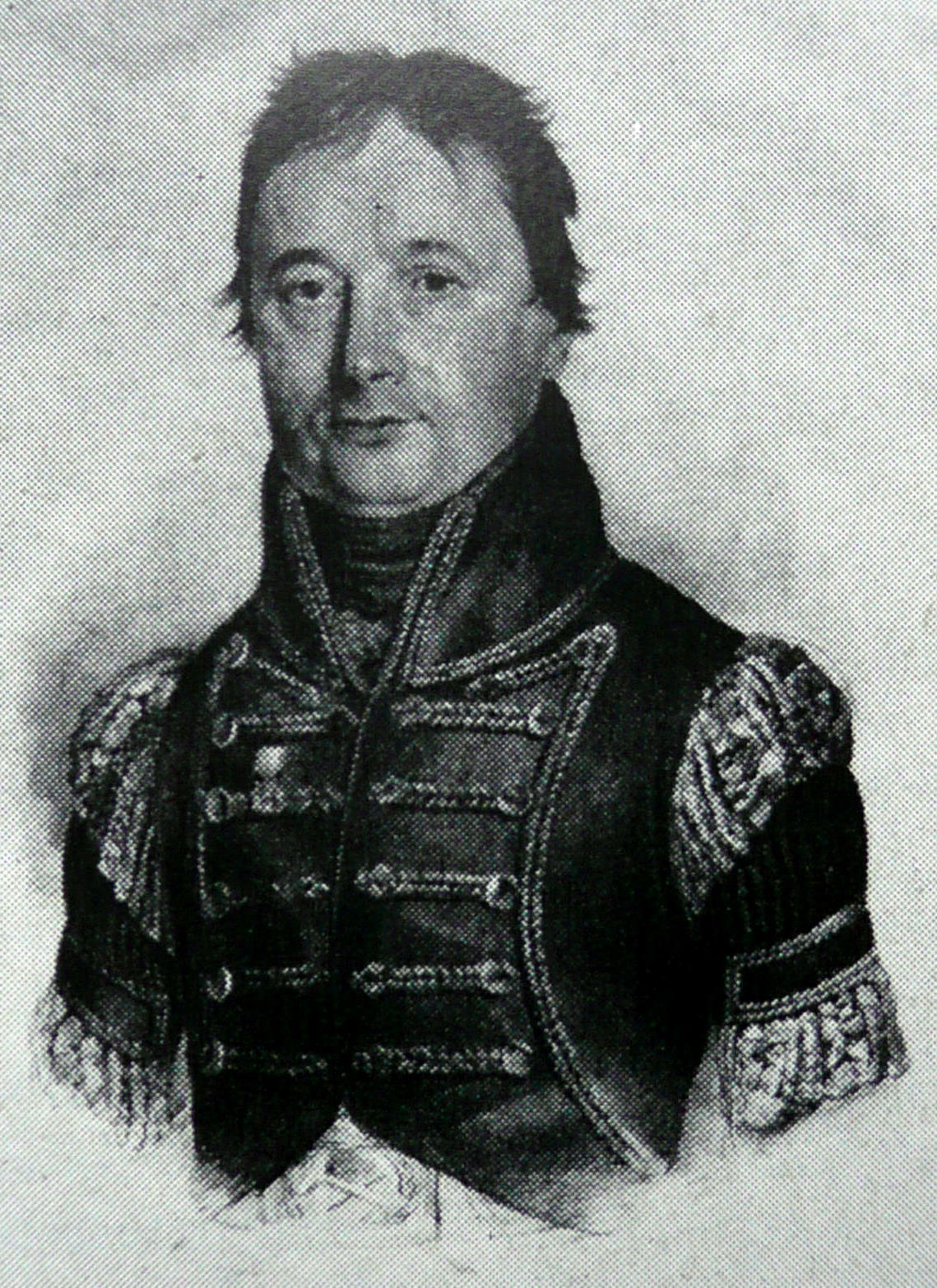
Johann Carl Freiesleben

Im Zuge der Industriellen Revolution in Deutschland, die die Rahmenbedingungen für alle gewerblichen Betriebe maßgeblich beeinflusste, wurden ab der Zeit des napoleonischen Einfalls in Europa einige Probleme des Niederauerbacher Werks deutlich, die sich nicht schnell lösen ließen. Eines dieser Probleme war die Lage des Werks an der Göltzsch, die aufgrund schwacher Gefälle nur begrenzt zur Energiegewinnung beitragen konnte. Zudem lagen die einzelnen Teile des Werks teils weit auseinander, was den Transport vieler Erzeugnisse innerhalb des Werks erschwerte. Weiterhin war die sächsische Teilung, die durch die pro-napoleonische Haltung des sächsischen Königs Friedrich August I. auf dem Wiener Kongress beschlossen wurde, nachteilig für den Standort, da nahezu die Hälfte des mit Privileg gesicherten Absatzmarkts wegfiel. Durch die bestehenden Sozietätsbestimmungen waren zunehmend Personen mit der Leitung des Werks beauftragt, die weder sach- noch branchenkundig waren, was dazu führte, dass mit Johann Carl Freiesleben ein kundiger Bergkommissionsrat als Direktor eingesetzt wurde, der unter anderem das ungeordnete Betriebsarchiv neu aufstellte. Nachdem „Interessent“ (Miteigentümer) Gottlob Heinrich von Holderieder 1818 gestorben war, wurde Freiesleben mit einem Anteil von 33/360 Miteigentümer des Messingwerks. Bevor Freiesleben 1846 in Niederauerbach starb, hielt unter seiner Leitung technologischer Fortschritt und die wissenschaftliche Beschäftigung mit dem Hüttenwesen im Messingwerk Einzug. Er setzte auch einen Absolventen der Freiberger Bergakademie, Friedrich August Netto, als Hütteninspektor ein, der über Jahrzehnte wirkte. Unter beider Leitung wurde unter anderem von der Verarbeitung von Galmei Abstand genommen. Mittlerweile war es günstiger und einfacher, Messing durch Verschmelzung von metallischem Zink mit Kupfer zu erzeugen, was den Brennprozess vereinfachte. Erstmalig für Sachsen war die Umstellung des Streckens des Messings zu Rohblech von Hammerwerken auf Walzwerke. Alle Umstellungen wurden unter schwachen Absatzverhältnissen umgesetzt. Die geringeren Gewinne sorgten für Spannungen unter den Eignern, von denen manche Auszahlungen bevorzugten und andere Investitionen präferierten. Diese Gewinnverteilungskämpfe sorgten für langsamere Neuerungen und damit für Gewinneinbrüche. Im ersten Drittel des 19. Jahrhunderts fiel zudem der letzte Rest des Privilegs weg.
Aus dem einfacher gewordenen Herstellungsvorgang resultierte auch das Problem, dass es verschiedenen Großabnehmern des Rohmessings, des sogenannten Stückmessings, wie den Suhler Gewehrfabrikanten, zu einfach gemacht wurde, eigenes Messing herzustellen. Im Zuge der Industriellen Revolution wurde auch die Jahrhunderte alte Tradition der Herstellung von Halbzeugen in Messingwerken zunehmend überflüssig. Nach dem Vorbild eines Werks in Goslar wurde 1817 die Walztechnologie eingeführt. Es handelte sich nicht wie später üblich um eine Trio-Anlage, sondern um eine Duo-Walze. 1829 besuchte Prinz Friedrich von Sachsen das Werk. Erst 1832 mussten die Walzen ausgetauscht werden. 1825 erfolgte die Umstellung auch in der Elisabethhütte. Alles in allem war diese Zeit eine Blütezeit des Niederauerbacher Werks. Unter anderem auf Betreiben der Gutsherrschaft und des Messingwerks wurde ein Chausseeneubau von Reichenbach nach Auerbach geplant. Die neuen leistungsfähigeren Anlagen machten es möglich, die zerstreuten Anlagen des Werks an wenigen Standorten zu versammeln. Die Nebenstandorte in Ellefeld und an der Mulde bei Rautenkranz wurden aufgegeben. (siehe auch: Werksgebäude und Standorte)
Trotz des technologischen Fortschritts, der an die Anschaffung einer Dampfmaschine allerdings noch lange nicht denken ließ, waren die Produktionsverhältnisse durch die Witterung und die damit einhergehende Wassersituation in der Göltzsch nach wie vor mit Unsicherheiten behaftet. So musste 1823, 1830 und 1835 wegen anhaltender Kälte; 1832, im Herbst 1835 und im August 1836 wegen Wassermangels und 1833 auch wegen Kupfermangels pausiert werden.
| Jahr                                                                                                | 1801/02 | 1802/03 | 1807/08 | 1812/13 | 1817/18 | 1823/24 | 1824/25 | 1828/29 | 1837/38 |
| --------------------------------------------------------------------------------------------------- | ------- | ------- | ------- | ------- | ------- | ------- | ------- | ------- | ------- |
| verkauftes Gewicht (in Zentner)                                                                     | 1.29    | 1.732   | 1.139   | 640     | 909     | >1.119  | 762     | 750     | 858     |
| Summe der Einnahmen (in Taler)                                                                      | 97.267  | 88.981  | 111.217 | 74.195  | 108.156 | 59.582  | 66.358  | 55.169  | 65.147  |
| Anmerkungen: verk. Gewicht = M.-Bleche, Grobdraht, Nadeldraht, Stückmessing, sonstiges              |         |         |         |         |         |         |         |         |         |
| Summe = Erlös des Werksverkaufs sowie der Lager in Leipzig, Naumburg, Erfurt und Johanngeorgenstadt |         |         |         |         |         |         |         |         |         |

#### Überseegeschäfte
Infolge der aggressiven Politik Napoleon Bonapartes brach das spanische Kolonialreich in Süd- und Mittelamerika zusammen. Ab 1821 gab es deshalb Überlegungen, Messing in diesen neuen Absatzmarkt zu exportieren. 1824 wurden schließlich erste Verkäufe getätigt. Das Werk arbeitete dabei mit der Rheinisch-Westindischen Compagnie in Elberfeld zusammen. Es wurden für Niederauerbacher Erzeugnisse, die teils den angelsächsischen vorgezogen wurden, gute Preise erzielt, die allerdings durch Zölle, die Verschiffung und weitere Kostenpunkte geschmälert wurden. Niederauerbacher Produkte wurden unter anderem verschifft nach Mexiko, Valparaíso, Havanna, Jamaika, Port-au-Prince, Lima, Rio de Janeiro, Bahia, New York, Philadelphia, Kingston, Kalkutta, Batavia (heute Jakarta) Singapur und China. Die Überseegeschäfte liefen in Folge der ersten zyklischen Wirtschaftskrise 1825 aber schnell wieder schlechter und wurden schließlich defizitär. Die letzte Auktion Niederauerbacher Waren in Übersee fand am 8. Mai 1834 in Kingston (Jamaika) statt.
Letztendlich war das Überseegeschäft für das Werk schlecht, es wurde aber festgestellt, dass die Tätigkeiten mehrerer sächsischer Unternehmen in dieser Zeit für die sächsische Wirtschaft gut waren. Das Messingwerk war außerdem einer von mindestens 123 Aktionären an der Elb-amerikanischen Compagnie (EAC) und arbeitete bei ihren Exporten mit der EAC zusammen. Eine Schlüsselfigur bei der Exportpolitik des Werks war Franz Lattermann, der zuerst auf eigenen Namen (Firma Lattermann & Sohn) und später als Chef der EAC die Exporte begleitete.

#### Weitere Entwicklung und neue Sozietätsverhältnisse
Erst 1846 verbesserten sich die stagnierenden Geschäftsbedingungen wieder spürbar. Tatsächlich waren aber die Erlöse nicht mehr so hoch wie in der Blütezeit des Werks. In Deutschland gab es mehr Messingwerke als nötig. Insbesondere Preußen produzierte viel Messing. Freiesleben regte mehrfach an, die hohen Löhne im Werk zu reduzieren. Das wurde aber abgelehnt, da auch die Lebenshaltungskosten in sächsischen Industriegebieten höher waren.
Die komplizierten Eigentümerverhältnisse in der Sozietät waren immer mehr zum Problem geworden. Schon 1791 war ein erster Anlauf unternommen worden, dem Abhilfe zu schaffen. Er versandete allerdings. Im Folgenden sind die Anteilinhaber an Werk, Sozietät und Rittergut für 1822/1823 aufgezählt:
| Familie | Person                                                                                              | Anteile am Werk | Anteile an der Sozietät | Anteile am Rittergut |
| --- | --------------------------------------------------------------------------------------------------- | --------------- | ----------------------- | -------------------- |
| a) Schmidt | | 1/3             | 252/737                 | 1/3                  |
| | Hofrätin Wenck                                                                                      | 5/30            | 588/3.685               | 5/30                 |
| | Dr. Schmidt                                                                                         | 3/30            | 336/3.685               | 5/30                 |
| | Herr v. Voigt                                                                                       | 2/30            | 336/3.685               | 5/30                 |
| b) Müller | | 1/3             | 252/737                 | 1/3                  |
| | Adolph Samson v. Burkersroda                                                                        |                 |                         |                      |
| | Sohn: Wilhelm                                                                                       | 1/9             | 84/737                  |                      |
| | Sohn: Adolph                                                                                        | 1/9             | 87/737                  |                      |
| | Tochter: von Schütz                                                                                 | 1/9             | 84/737                  |                      |
| c) Kuhn | | 1/3             | 189/737                 | 1/3                  |
| | Christoph Kuhn (Lucka)                                                                              |                 | 63/737                  |                      |
| | Joh. Friedr. Benjamin Kuhn                                                                          |                 | 63/737                  |                      |
| | 6 Erben d. Frau Sonnenschmidt                                                                       |                 | 63/737                  |                      |
| | = Frauen Elze / Lehmann, Erben von Joh. August Kuhn und Adolph Kuhn, Moritz Kuhn, Frau D. Schilling |                 |                         |                      |
| d) Direktor | Johann Carl Freiesleben (vorübergehend)                                                             |                 | 44/737                  |                      |
| SUMME | | 1               | 740/737                 | 1                    |
| Anmerkung: Die Summe der Sozietät stimmt nicht ganz. Wahrscheinlich ist das ein Übertragungsfehler bei Adolph v. Burkersroda (87/737 statt 84/737). | |                 |                         |                      |

1825 wurden die Eigentumsverhältnisse neu austariert. In einer neuen Konstitution wurden auch weitere Regeln festgelegt. Dazu gehörte, dass Rittergut und Werk die gleichen Eigentümer haben sollen, dass Verkäufe nur an andere Sozien möglich waren und dass für gewisse Beschlüsse ein Mehrheitsentscheid nötig war, bei dem alle Beteiligten, die mehr als 40/737 der Anteile hielten, stimmberechtigt waren. Weil mit der amtlichen Bestätigung des Vertrags auch eine Erneuerung des kursächsischen Privilegs von 1622 einhergegangen wäre, das nicht mehr mit den aufkommenden liberaleren Konzepten des frühen 19. Jahrhunderts vereinbar war, wurde er abgelehnt. Mit der Ablehnung endete somit de facto auch das sächsische Privileg zum Vertrieb von Messing. Ein zweiter Versuch wurde 1838 auch abgelehnt. Später wurde in privater Vereinbarung eine Messinghandelsgesellschaft gegründet, die den damaligen Möglichkeiten aber hinterherhinkte. Nach wie vor waren für viele Entscheidungen Unterschriften der Interessenten notwendig. 
Trotz dieser Probleme galt das Messingwerk noch 1839 als eines der „stärksten und solidesten“ in Europa. Es war das einzige Werk in Sachsen.
Häufig gab es in der Region Hungerprobleme. Die zuvor gut funktionierenden patriarchalen Strukturen, die den Arbeitern zugutekamen, wurden im Lauf der Jahrzehnte immer weiter abgebaut. Die Arbeiter des Messingwerks waren allerdings sowohl bei den antifeudalen Protesten des Vormärz, die am 17. September 1830 von Treuen ausgehend auf Obergöltzsch übergriffen, wie auch bei der Deutschen Revolution passive Beobachter. 1830 stellten sich Niederauerbacher sogar gegen die Protestierenden.

#### Letzte Phase des Familienunternehmens
Mitte des Jahrhunderts schieden Freiesleben und Netto aus. Ihre Nachfolger wurden Ernst Rudolf von Warnsdorff und Hütteninspektor Haupt. Unter der neuen Leitung ließen Errungenschaften der Vorgänger wieder nach. Das Betriebsarchiv wurde wieder eingeschränkt, und auch die weitere Entwicklung in der Industrialisierung war nachteilig für das Werk. So wurde zwar eine Eisenbahnlinie gebaut, die Rodewisch ab 1875 anband; das Werk selbst wurde aber nie angeschlossen. Unter Haupt wurde von Holz auf Steinkohle als Brennstoff umgestellt. Blech- und Drahterzeugung wurden in den 1850er Jahren nochmals umgestellt und verbessert. Am 4. August 1855 wurde die letzte Ellefelder Außenstelle des Werks geschlossen, da die drei Produktionsstandorte für Drähte zusammengelegt wurden. Die Arbeiter beschwerten sich 1857 über die Arbeitsverhältnisse, nachdem sogar sprechen und singen verboten worden war. Die Arbeitszeit betrug in dieser Zeit 15 Stunden täglich, nur am Sonnabend 14 Stunden. Die Arbeiter baten in einem Bittschreiben um eine neue Arbeitsordnung. Ob diese Bitte erhört wurde, ist – auch aufgrund der Situation des Archivs – nicht bekannt. Die Zahl der Beschäftigten selbst sank im Laufe der Jahre stetig; Entlassungen waren unvermeidbar.
Am 15. April 1862 wurde die Sächsische Messinghandlung zu Niederauerbach in das Handelsregister eingetragen. Beim Amtsgericht Auerbach wurden alle Teilhaber aufgeführt. Allein Rudolf Wenck wurde die Vertretung nach außen übertragen. Somit war endlich eine Einheitlichkeit in der Betriebsführung eingekehrt. Am 1. März 1881 wurde die Gesellschaft in eine Aktiengesellschaft mit 334 Aktien zu je 1.000 Mark umgewandelt. Um die sich immer weiter verschlechternde Geschäftslage des nunmehr eher kleinen Unternehmens zu verbessern, wurden die Löhne um über 15 % gekürzt. Letzter Grund für die Liquidation 1886 war der Verfall des Weltmarktpreises für Kupfer, der auch zur Zurückhaltung bei den Kunden des Messingwerks führte. Der Beschluss zur Liquidation wurde am 26. Juni gefasst und am 9. Juli umgesetzt. Für 275.000 Mark wurden das Rittergut, das Werk und die vorhandenen Lagerbestände an Eduard Keller aus Chemnitz verkauft. Die Dividende betrug in den letzten Jahren des Werks maximal 4 %, meist jedoch 0 %. Keller hielt das Werk nur bis Ende 1886 und verkaufte es dann an Christian Wellner aus Auerhammer.

### Wiederbelebungsversuche

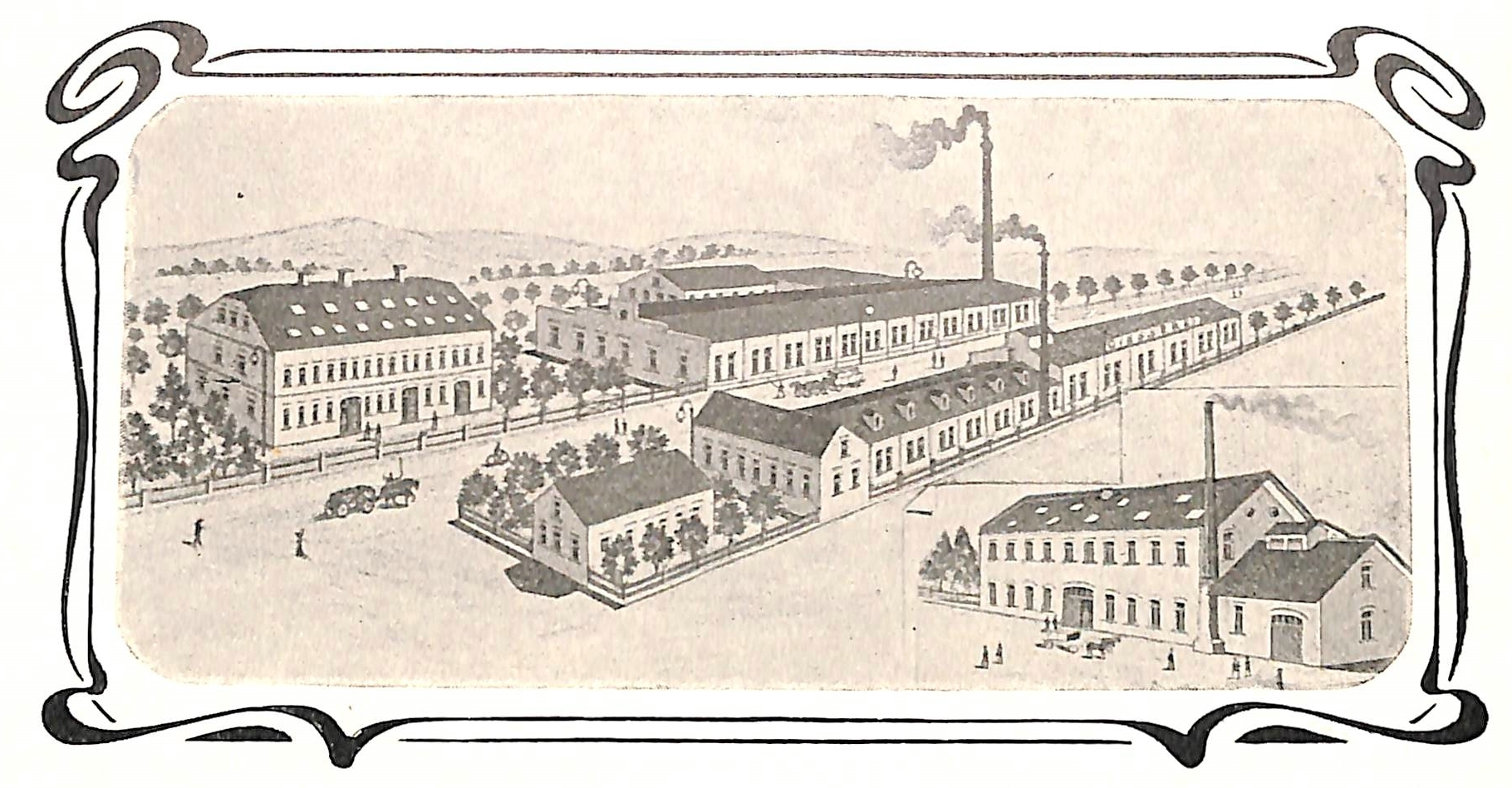
Sächsisches Messingwerk Chr. G. Wellners Söhne in Rodewisch, 1913

Trotz der schlechten Lage des Standorts und der nun aus Übersee einzuführenden Rohstoffe bot der Standort für Wiederbelebungsversuche Vorteile, denn erstens waren noch intakte, wenn auch veraltete Produktionsanlagen vorhanden und zweitens waren auch noch eingearbeitete Mitarbeiter verfügbar, die man schnell wieder einstellen konnte. Ab November 1886 bis Ende des Jahres firmierte das Unternehmen zunächst als Sächsische Messinghandlung Eduard Keller. Keller sah das Werk aber vermutlich nur als Spekulationsobjekt an, da er es 1887 schon wieder verkaufte und dabei Grundherrschaft und Werk trennte. Das Werk ging am 1. Januar 1887 für 29 Tage an Christian Wellner über. Das Rittergut ging an Heinrich Heeren. Die Kaufpreise betrugen 95.000 Mark bzw. 230.000 Mark. Ab dem 4. Mai 1887 hatte das neue Unternehmen die Firma Sächsisches Messingwerk Chr. G. Wellner und seinen Sitz in Rodewisch (Niederauerbach war seit 1856 Ortsteil von Rodewisch). Ab 1892 wurde die Firma geändert in Sächsisches Messingwerk Chr. G. Wellner Söhne. Das Werk behielt gegenüber dem im Auerhammer, in dem Hauptsächlich Bestecke hergestellt wurden, eine große Eigenständigkeit. Genaue Gründe für den neuerlichen Verkauf des Werks nach Ende des Ersten Weltkriegs 1919 sind nicht bekannt.
Das Werk ging 1919 an seinen letzten Besitzer über, die Metallwarenfabrik Wilhelm Schmidt in Hannover, wurde aber als formal selbständiges Unternehmen unter der neuen Firma Vogtländische Metallwerke AG betrieben. Die Gewinne der letzten Geschäftsjahre betrugen:
| Zeit | 1919/20 | 1920/21 | 1921/22    | 1922/23    | 1923/24      | 1924     | 1925     | 1926      |
| Reingewinn in Mark                                                                                              | 65.475  | 27.462  | ca. 20.000 | 6,084 Mio. | 2 Billiarden | - 11.704 | - 98.351 | - 120.464 |
| Anmerkung: Die hohen Gewinne 1922–1923 kamen durch die Hyperinflation zustande, nicht durch gute Geschäftslage. |         |         |            |            |              |          |          |           |

Am 7. Juli 1924 – nach anderer Quelle erst 1925 – wurde das Werk stillgelegt. Eine Wiederaufnahme der Produktion war aufgrund der Standortfaktoren und der allgemeinen Situation in der Weimarer Republik nicht mehr möglich. Am 15. Juni 1927 wurde von der Generalversammlung der Aktiengesellschaft beschlossen, die Firma in Rodewischer Textilwerke-AG zu ändern und damit die Branche zu wechseln.

### Der Industriestandort nach der Liquidation
1927 wurde der Hauptstandort an der Lengenfelder Straße ein Zweigwerk der 1921 gegründeten Teppichfabrik-Zentrale AG (Tefzet) mit Sitz in Leipzig. Es wurden Teppich- und Baumwollgarne gefärbt. Nach der Deutschen Wiedervereinigung brach auch dieser Betrieb, der zuletzt den Namen „Rodewischer Textilwerke AG“ („Rotex“) hatte, zusammen und die Fabrikgebäude wurden 1993 abgerissen. Heute befindet sich an der Stelle des ehemaligen Werks ein Baumarkt.

## Werksgebäude und Standorte
Einst eines der bedeutendsten Hüttenwerke Deutschlands, hatte das Messingwerk Niederauerbach mehrere Standorte im Vogtland (Stand: erste Hälfte des 19. Jahrhunderts):

### In Niederauerbach
- Alte Brennhütte (1829 stillgelegt)
- Neue Brennhütte (in Betrieb bis 1842)
- Obere Messingschlaghütte (seit 1816/17)
- Elisabethhütte (ab 1828 Walzwerk)
- Johannes-Drahthhütte (bis 1829)
- Alte Drahthütte (bis in die 1850er Jahre)
- Obere Drahthütte (erneute Modernisierung in den 1850er Jahren)

### In Ellefeld
- Mühlenmessinghütte (1821 verkauft)
- Alte Ellefelder Messinghütte (Betrieb 1830 eingestellt und zur Elisabethhütte verlagert)
- Neue Ellefelder Messinghütte (1831 eingestellt)
- Vordere Drahthhütte (Betrieb 1828 eingestellt, 1832 abgerissen)

### In Rautenkranz
- Muldenhammer (Betrieb 1834 eingestellt, später verpachtet)

### In der Grün
- Neue (oder Hintere) Drahthütte (Betrieb 1823 eingestellt, 1832 abgerissen)

Zudem gab es ein Gasthaus zum Messingwerk, in dem unter anderem Bier der Schmidt’schen Brauerei ausgeschenkt wurde. 1861 brannten das Gasthaus und die Rittergutsbrauerei aus, und es wurde ein neuer Gasthof gebaut. Noch heute befindet sich dort ein Gasthof (am Kreisverkehr in der Nähe des ehemaligen Werksgeländes). Eng verbunden mit dem Messingwerk ist auch das Rittergut Niederauerbach, das erst 1888 vom Werk getrennt wurde.
Viele Arbeiter im Werk lebten in kleinen Häusern, die in Blockbauweise aus Holz gebaut wurden. Heute erinnern noch zwei Häuser am Walzweg daran.

## Heute
Der Überrest einer ehemaligen Esse ist heute der letzte Überrest des Hauptwerks. Am Essenstumpf ist eine Tafel mit folgender Aufschrift angebracht: „Essenstumpf. Dies ist der letzte Überrest des privilegierten sächsischen Messingwerkes Niederauerbach, hervorgegangen aus einem Eisenhammer (erstmals urkundlich erwähnt anno 1473) und in Betrieb bis 1924.“ Dieser letzte bauliche Überrest in Niederauerbach wurde 2020 durch die private Initiative von Friedrich Petermann saniert, nachdem sich die Stadt Rodewisch nicht dazu in der Lage sah. Die Tafel, die zuvor am unsanierten Essenstumpf angebracht war, wurde gestohlen.
An der Einfahrt zum Baumarkt steht eine weitere Tafel mit folgender Aufschrift: „An dieser Stelle befand sich bereits im Jahre 1520 ein Eisenhammer-Werk, welches Anno 1603 nach Erhalt des Privilegs zur alleinigen Messingherstellung in Kursachsen durch den Floßmeister Peter Ficker in ein Messingwerk umgewandelt wurde. […]“ Es folgt eine Beschreibung der Darstellung auf der Erinnerungsstätte.

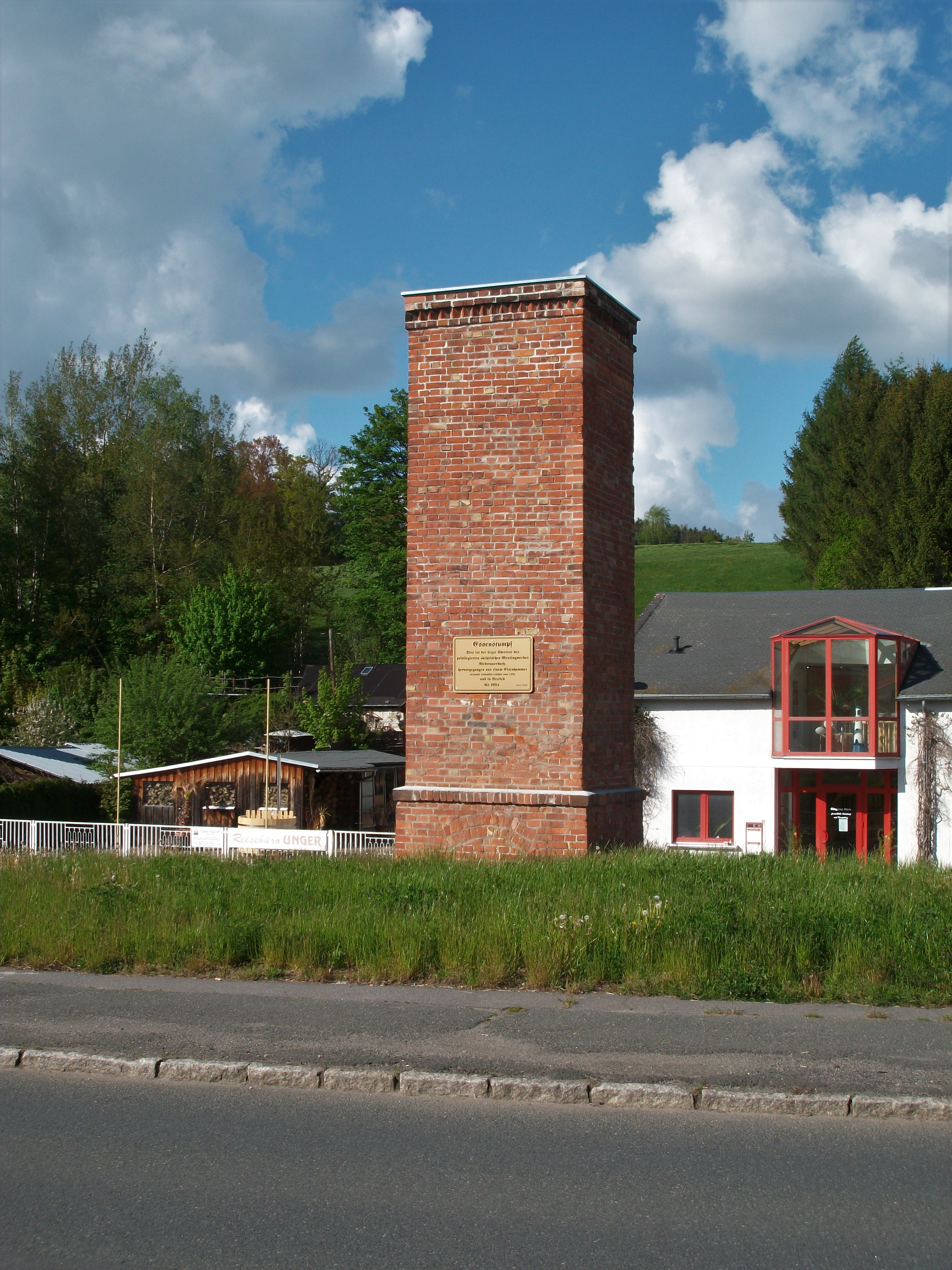
Essenstumpf als letzter Überrest
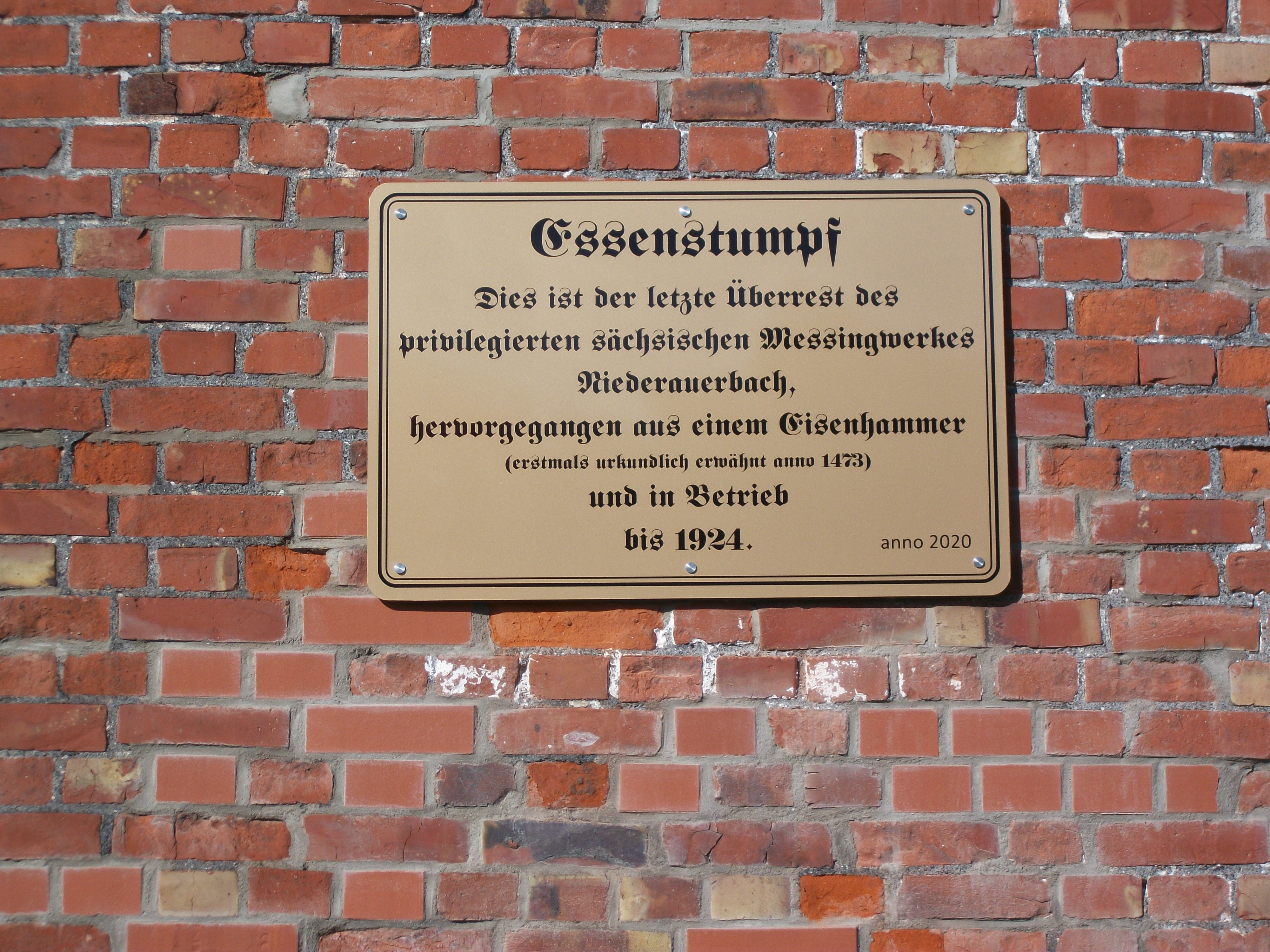
Informationstafel am Essenstumpf
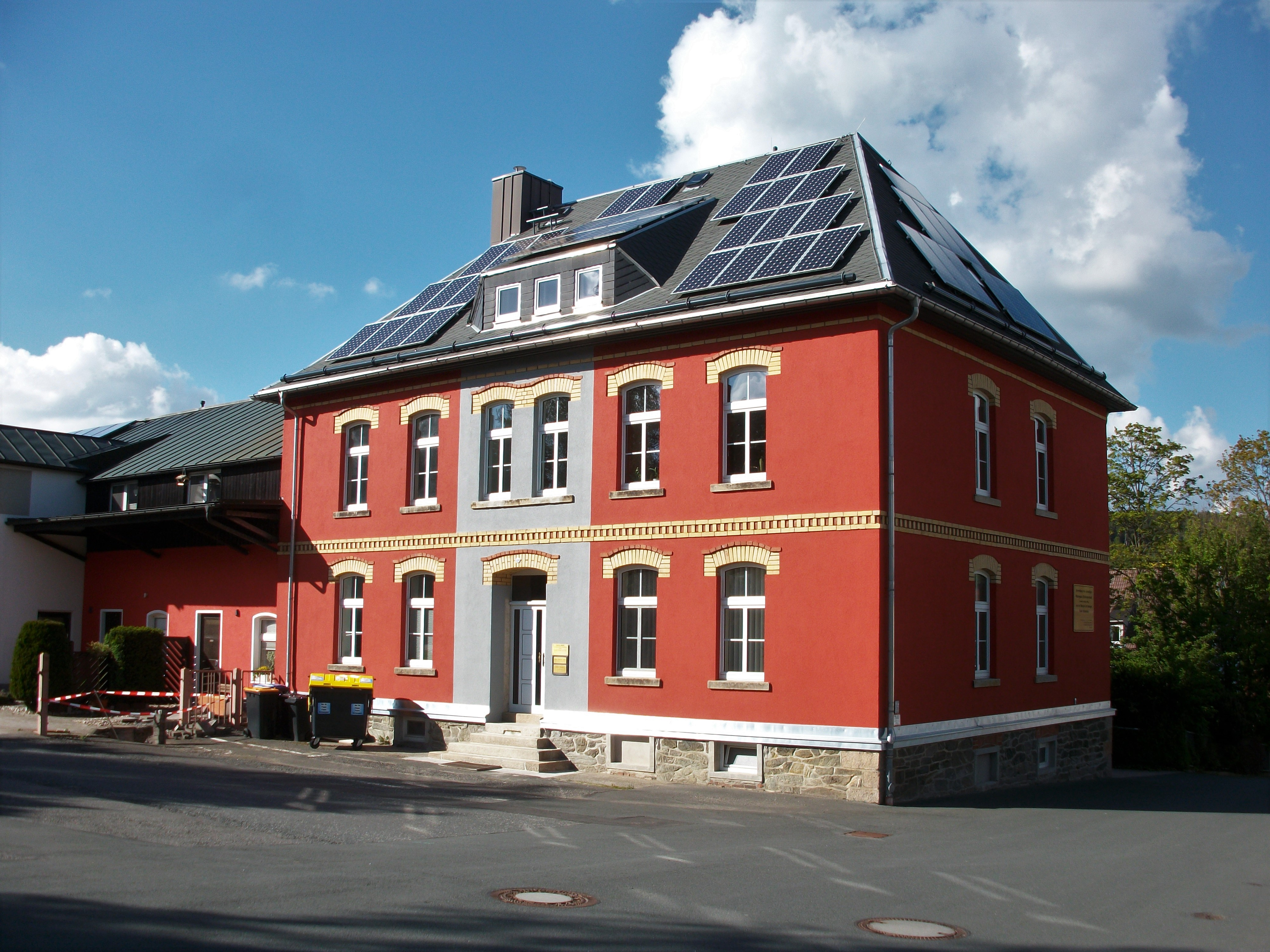
Herrenhaus des Ritterguts Niederauerbach

Die ehemaligen Hütten Neuhütte und Elisabethhütte zwischen Niederauerbach und Grün existieren noch, die Elisabethhüttewird durch Mauersberger genutzt, die Neuhütte ist Standort eines Holz-Recycling-Betriebs.
Die Drahtziehbank des letzten Drahtziehmeisters Johann Gottlieb Petermann († 1945) wurde im Museum Göltzsch in Rodewisch ausgestellt.
In der Rodewischer St.-Petri-Kirche befinden sich Abendmahlskelche aus Messing, die in Niederauerbach hergestellt wurden. Einer trägt die Gravur: „Zu Gottes Sonderbaren Lob und Ehren Verehret Dieses zu Gedächtnis der Kirchen Zu Niederauerbach Johannes Haugk, Interessierter Pachtsinhaber des Privilegierten Churfürstl. Sächs. Messing- und Hammerwercks, Wie auch Handelsmann Alda Am Heiligen Weihnachtsfeiertag den 25. Decem. Anno 1669“. Die Kelche werden bis heute beim Abendmahl verwendet. Auch die Taufkrüge wurden im Niederauerbacher Werk hergestellt.
Ein bedeutendes regionales Kulturgut aus über 700 Aktenbänden und etwa 17,5 lfm aus über fünf Jahrhunderten Industriegeschichte in Niederauerbach wurde nach 1945 im Museum Göltzsch aufbewahrt und in den 1970er Jahren an das Sächsische Landeshauptarchiv übergeben. Er wird unter der Bestandssignatur „30733 Grundherrschaft Niederauerbach/V.“ im Staatsarchiv Chemnitz verwahrt. Ein Großteil des Archivguts befindet sich in physisch schlechtem Zustand und ist deshalb für die Benutzung gesperrt.

## Belege
1. ↑  Handbuch der Geographie: Statistik und Topographie des Königreiches Sachsen (Seite 397)
2. 1 2 3  Hans Otto Gericke: Das privilegierte sächsische Messingwerk Niederauerbach i. Vogtl. Die Geschichte eines bedeutenden Hüttenwerkes von 1593 bis 1926. Hrsg.: Wolfgang Günther. Vogtland-Verlag, Plauen-Jößnitz 2008, ISBN 978-3-928828-45-1, S. 40–55. (Kapitel 2: Vom Eisenhammer zum Messingwerk in Niederauerbach)
3. 1 2  Siegfried Walther: Rodewisch im Wandel der Zeit. Eine Chronik und ein wenig mehr... Hrsg.: Stadtverwaltung Rodewisch. Rodewisch 2011, ISBN 978-3-942267-16-8, S. 28; 35 f. (Kapitel 2: Die Ortsteile von Rodewisch)
4. ↑  Auszug aus dem Kaufbrief vom 28. August 1593, ursprünglich nach R I, NR. 11; eine Abschrift siehe im Gerichtshandelsbuch von Niederauerbach Nr. 1 in: Sächsisches Staatsarchiv, Hauptstaatsarchiv Dresden, 12613 Gerichtsbücher, Amtsgericht Auerbach, Nr. 69.
5. ↑  Museum Göltzsch Rodewisch. private Abschrift aus Messingwerk-Zimmer; Archivunterlagen
6. ↑  Gericke. S. 45
7. 1 2 3 4  Gericke. S. 56–71. Kapitel 3: Mehrfache Verpachtung des Messingwerkes im Verlaufe des 17. Jahrhunderts
8. 1 2 3  Gericke. S. 72–126. Kapitel 4: Die Gründung der Messinghandels-Sozietät und deren Entwicklung bis zum Ausbruch des Siebenjährigen Krieges
9. 1 2  Gericke. S. 127–162. Kapitel 5: Starkes Wachstum der Produktion, zugleich Arbeiterelend in Teuerungszeiten
10. 1 2 3  Gericke. S. 163–207. Kapitel 6: Wandel unter dem Einfluss der industriellen Revolution im 19. Jahrhundert
11. 1 2  Jörg Ludwig: Der Handel Sachsens nach Spanien und Lateinamerika 1760–1830. Warenexport, Unternehmerinteressen und staatliche Politik. In: digitale Fassung. 2014, S. 170–181, abgerufen am 15. November 2022 (Link richtig, geht aber nur im Bearbeitungsprogramm (?)).
12. ↑  Gericke. S. 250. Quelle für ganze Tabelle
13. ↑  Albert Schiffner: Handbuch der Geographie, Statistik und Topographie des Königreiches Sachsen. 1839, S. 349.
14. ↑  Gericke. S. 208–217. Kapitel 7: Die letzte Phase als Familienunternehmen bis 1886
15. ↑  Gericke. S. 218–223. Kapitel 8: Drei gescheiterte Wiederbelebungsversuche (1887–1927)
16. 1 2  Sächsisches Staatsarchiv: Einleitung zur Bestand 30733 Grundherrschaft Niederauerbach/V. Abgerufen am 15. November 2022.
17. 1 2  Handbuch der deutschen Aktiengesellschaften, 37. Ausgabe 1932, Band 4, S. 5982 (Rodewischer Textilwerke-AG).
18. ↑  Gericke. S. 182 f. Wandel unter dem Einfluss der industriellen Revolution im 19. Jahrhundert
19. ↑  Susanne Kiwitter: Rodewisch: Spende rettet letzten Zeugen. 14. August 2020, abgerufen am 15. November 2022 (Freie Presse vom 14. August 2020. Auerbacher Zeitung S. 9, Titel, Autor: s. o.; Artikelanfang online frei einsehbar).
20. ↑  Susanne Kiwitter: Rodewisch: Zeitzeuge der lokalen Industriegeschichte vor Verfall gerettet. 11. September 2020, abgerufen am 15. November 2022 (Freie Presse vom 11. September 2020, Auerbacher Zeitung S. 9, Titel und Autor: s. o.; Artikelanfang online frei einsehbar).
21. ↑  Siegfried Walther: St.-Petri-Kirche Rodewisch. Geschichtliche Streifzüge. Hrsg.: Förderverein zur Erhaltung der St.-Petri-Kirche Rodewisch. 2008, ISBN 978-3-937524-65-8, S. 211, S. 214. (Kapitel 6: Kulturhistorischer Rundgang durch die St.-Petri-Kirche)